# MUBI
MUBI (/ˈmuːbi/; The Auteurs fino al 2010) è un sito web di film d'autore, che integra elementi di social networking con il video streaming.
Il sito consente agli utenti di guardare film, cortometraggi e documentari, poterli valutare e recensire brevemente, e partecipare a discussioni con altri utenti riguardo ai film contenuti all'interno della cineteca. MUBI produce e distribuisce pellicole di registi emergenti o già noti, che sono disponibili in esclusiva sulla piattaforma, in più di 190 paesi.

## Storia
L'idea di creare un sito per rendere disponibili su internet i film d'autore nasce in un bar di Tokyo: Efe Çakarel, il giovane fondatore di origine turca, esortato dall'impossibilità di vedere In the Mood for Love di Wong Kar-wai sul proprio laptop, decise di dare vita a The Auteurs, primo abbozzo di MUBI finanziato da Celluloid Dreams.
Nel novembre del 2010, è stato integrato su piattaforma PlayStation 3 tramite PlayStation Network. Successivamente sono arrivate le integrazioni con i principali dispositivi di streaming come Apple TV, Chromecast, Fire TV e Roku. L'applicazione di MUBI è inoltre disponibile anche su PS4, sulle piattaforme delle principali smart TV e su dispositivi mobile Android e iOS.